# منورة بأهلها (مسلسل)
منورة بأهلها هو مسلسل غموض مصري من إخراج يسري نصر الله وبطولة غادة عادل، ليلى علوي، عباس أبو الحسن، سلوى خطاب، باسم سمرة، محمد حاتم، أحمد السعدني، ناهد السباعي. يتكون المسلسل من 10 حلقات تضم عدة قصص والقصة الأولى تحمل اسم قصاقيص الصور، حيث يحاول أبطال الحكاية حل لغز جريمة قتل عن طريق قصاقيص الصور.
كان من المقرر عرض المسلسل على منصة شاهد.نت في 4 فبراير 2022،  لكن تأجل عرضه ليعرض في 6 مارس 2022.